# Rebutia fabrisii
Rebutia fabrisii je druh rodu rebucie charakteristický svým trsovitým vzrůstem, podle kterého byl zprvu šířen pod provizorním jménem R. prolifera, tj. prorostlá, odnožující. Pojmenován byl na počest svého původního nálezce, dr. Humberto A. Fabrise.

## Rebutia fabrisiiRausch var.fabrisii
Rausch, Walter; Kakteen und andere Sukkulenten, 28: 52, 1977
Sekce Rebutia, řada Fabrisii
Synonyma: 

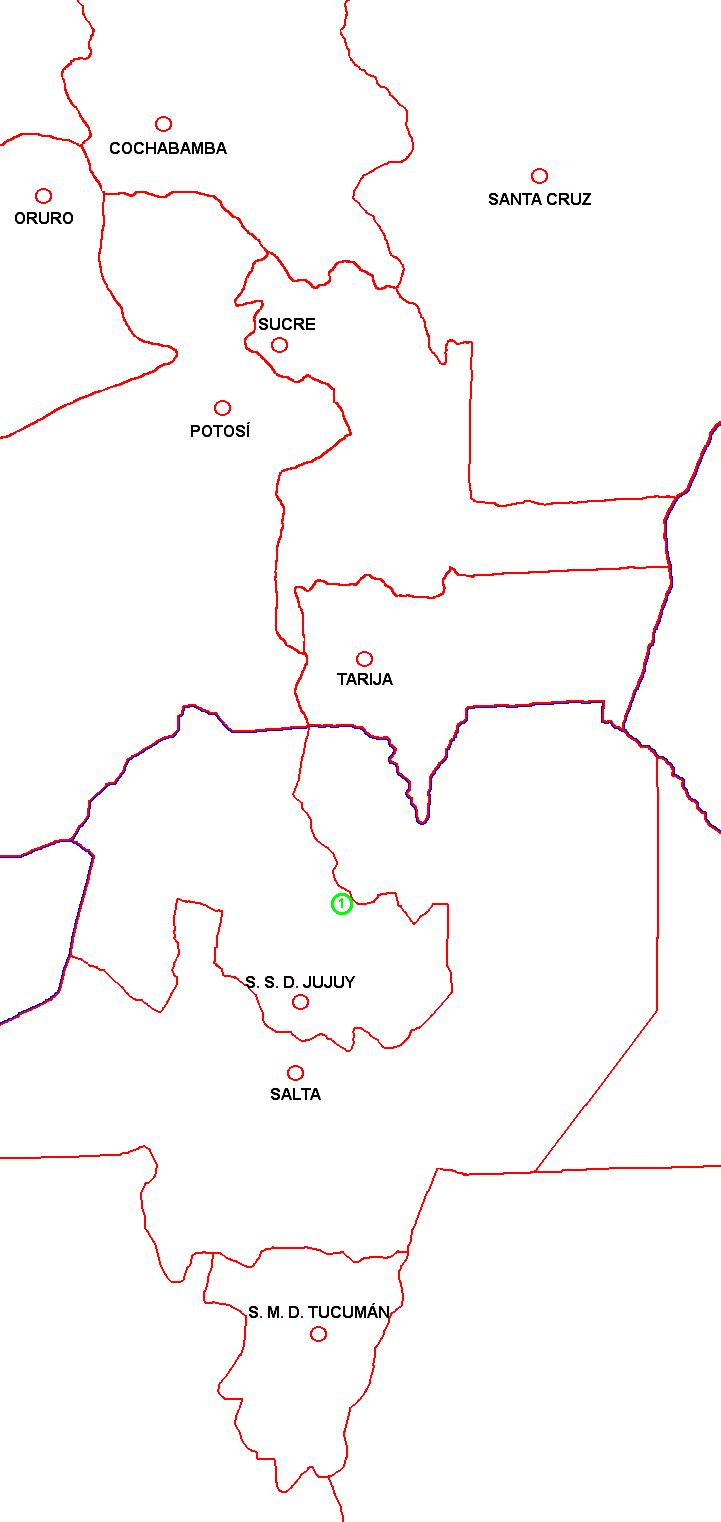
Mapa rozšíření R. fabrisii var. fabrisii

- Rebutia prolifera Rausch nom.nud., seznamy polních čísel

### Popis
Stonky odnožující, tvořící až stohlavé trsy, těla kulovitá. až 20 mm v průměru, v kultuře často zřetelně delší. Žeber až 14, spirálovitá, rozložená do plochých, okrouhlých, 2 mm velkých hrbolků; areoly oválné, 1,5 mm dlouhé, bíle plstnaté. Okrajových trnů asi 20,; středových trnů až 10, roztažené; všechny trny 2–7 mm dlouhé, sklovitě bílé až nažloutlé s nahnědlou špičkou.
Květy asi 30 mm dlouhé a 25 mm široké; květní lůžko a trubka stopkovitě srostlé, růžové s tmavě hnědými nahými šupinami; vnější okvětní plátky kopinaté, červené s hnědými středními proužky; vnitřní okvětní plátky kopisťovité, červené; nitky bělavé až červené; čnělka a blizna se 6 rameny bělavá, čnělka srostlá s trubkou až do poloviny délky květu. Plod kulovitý, až 6 mm široký, s prosvítající tenkou stěnou, sklovitě bíle nazelenalý až růžový. Semena odpovídající sekci Rebutia, podlouhlá, asi 1 mm dlouhá a 0,6 mm široká, s lesklou černou, bradavčitou testou a velkým, vyklenutým, bílým hilem.

### Variety a formy
R. fabrisii var. fabrisii je nápadný a charakteristický taxon, rostliny známé z našich sbírek jsou značně jednotné jak ve vzhledu těla a otrnění, tak i květů. Drobné rozdíly existují jako důsledek kultury – na nižší úroveň osvětlení a výživnější substrát včetně hojnější zálivky rostliny reagují větším růstem, stonky jsou více sloupkovité, a rovněž otrnění bývá slabší a světlejší. Položka použitá jako typ nominátní variety R. fabrisii byla vybrána ze sběru WR 688, jako R. fabrisii byl označen také sběr MN 126.
Současně s popisem druhu byla jako R. fabrisii var. aureiflora popsána i odchylka s poněkud menšími žlutými květy. O osm let později pak byla popsána R. fabrisii var. nana s celkově menším vzrůstem, kratšími trny a menšími červenými květy. V rozsahu R. fabrisii je var. fabrisii charakterizována poněkud větší velikostí stonků i květů, jejichž barva je červená.

### Výskyt a rozšíření
R. fabrisii pochází ze severní Argentiny z provincie Jujuy, výskyt všech popsaných variet je omezen na nevelké území v hraniční oblasti provincií Jujuy a Salta. Naleziště jednotlivých variet jsou navzájem vzdálena jen několik km, typové místo nominátní variety leží mezi Santa Ana a Valle Colorado v nadmořské výšce 2500–2800 m.